# Stoppsträcka
Stoppsträcka är den sträcka som ett fordon behöver för att stanna. Stoppsträckan består av två delar: reaktionssträcka och bromssträcka.
Reaktionssträcka kallas den sträcka som bilen färdas från det att föraren upptäcker hindret tills han eller hon trycker på bromspedalen. Man räknar med att en nykter och utvilad bilist behöver ungefär en sekund för att reagera. Hastigheten 70 km/h motsvarar ungefär 20 m/s, och reaktionssträckan vid 70 km/h är alltså ungefär 20 meter.
Många faktorer kan påverka ens reaktionsförmåga: stress, trötthet, irriterande/distraherande omgivning, medicinering samt påverkan av droger och alkohol. Som bilförare kan man förbättra sin reaktionsförmåga bland annat genom att vara utvilad, inte ha intagit något olämpligt innan påbörjad färd och inta handlingsberedskap när man sätter sig vid ratten.
Bromssträcka kallas den sträcka som bilen färdas från att föraren börjat bromsa tills bilen har stannat. Bromssträckan under decelerationen beror bland annat på hastigheten, underlag, däck, bromsar, fordonets vikt. Sträckan är starkt beroende av hastigheten; fördubblad hastighet innebär fyra gånger så lång bromssträcka, och en måttlig hastighetsökning från 50 till 70 km/h ger dubbelt så lång bromssträcka.

## Bromssträcka för bil
Beroende på vilken typ av däck som används, vilket underlag bilen kör på samt vilken hastighet får man olika bromssträckor.
| Jämförelse          | Jämförelse | Jämförelse   | Jämförelse                      | Jämförelse             | Jämförelse         | Jämförelse |
| ------------------- | ---------- | ------------ | ------------------------------- | ---------------------- | ------------------ | ---------- |
| Förutsättning       | Sommardäck | Allrounddäck | Centraleuropeiska friktionsdäck | Nordiska friktionsdäck | Dubbade vinterdäck |            |
| Torr asfalt 50km/h  | 13m        |              |                                 | 18m                    |                    |            |
| Torr asfalt 90km/h  | 40m        |              |                                 | 46m                    | 41m                |            |
| Torr asfalt 110km/h | 60m        |              |                                 | 69m                    | 61m                |            |
| Våt asfalt 50km/h   |            |              |                                 |                        |                    |            |
| Våt asfalt 90km/h   | 50m        |              |                                 | 60m                    | 51m                |            |
| Våt asfalt 110km/h  | 75m        |              |                                 | 90m                    | 76m                |            |
| Snö 50km/h          |            | 24m          |                                 | 20m                    | 20m                |            |
| Is 50km/h           |            |              | 78m                             | 60m                    | 43m                |            |
| Is 90km/h           | 150m       |              |                                 |                        | 100m               |            |